# 弗拉蒂尼引理
在有限群論，弗拉蒂尼引理指：
若有限群{\displaystyle G}有正規子群{\displaystyle H}，{\displaystyle H}有西羅子群{\displaystyle P}，則  {\displaystyle G=N_{G}(P)H}，其中 {\displaystyle N_{G}(P)} 是 {\displaystyle P} 的正規化子。
它以Giovanni Frattini命名。他以此引理證明一個與弗拉蒂尼子群有關的定理。

## 證明
因為 {\displaystyle H\triangleleft G,gPg^{-1}\leq H\forall g\in G} 。因為{\displaystyle |g^{-1}Pg|=|P|} ，所以可以根據西羅定理，在{\displaystyle H}內， {\displaystyle g^{-1}Pg} 與 {\displaystyle P} 共軛 ，故對於任意的{\displaystyle g\in G}，存在 {\displaystyle h\in H} 使得 {\displaystyle P=h^{-1}(g^{-1}Pg)h=(gh)^{-1}P(gh)} 。因此 {\displaystyle gh\in N_{G}(P),g\in N_{G}(P)h^{-1}\in N_{G}(P)H\forall g\in G} 。

## 應用
- 它應用於證明以下陳述：所有有限冪零群都是的西羅子群的直積。
- 若{\displaystyle P}是西羅子群、{\displaystyle G}是有限群， {\displaystyle N_{G}(N_{G}(P))=N_{G}(P)} 。
- 更一般的結果：若{\displaystyle P}是西羅子群、{\displaystyle G}是有限群，且 {\displaystyle N_{G}(P)\leq M\leq G} ，則 {\displaystyle M=N_{G}(M)} 。